# Calamagrostis brachyathera
Calamagrostis brachyathera là một loài thực vật có hoa trong họ Hòa thảo. Loài này được (Stapf) Govaerts mô tả khoa học đầu tiên năm 1999.